# John Poindexter
John Marlan Poindexter (12 de agosto de 1936) es un militar estadounidense que fue «Consejero de Seguridad Nacional» del Presidente Ronald Reagan (1985-1986). Estuvo involucrado en el escándalo Irán-Contra.

## Carrera militar
Nacido en una familia corriente de Odon, Indiana, en 1958 se graduó en Ingeniería como primero de su promoción por la Academia Naval de Annapolis. Allí fue compañero de clase del futuro Senador John McCain. Después entró a estudiar en el California Institute of Technology, donde tuvo como profesor al físico alemán Rudolf Mössbauer, y obtuvo un Doctorado en Física Nuclear.
Trabajó como ingeniero jefe de varios destructores, hasta que fue nombrado Comandante de un escuadrón de destructores en el océano Pacífico y el océano Índico, y del crucero USS England armado con misiles guiados. Dejó los mares, y entre 1971 y 1978, gracias a su alta preparación académica, pudo ocupar varios puestos administrativos en el Pentágono: asistente ejecutivo del Jefe de Operaciones Navales; asistente administrativo del Secretario de la Marina; y asesor para el análisis de sistemas del Secretario de Defensa. Entre 1978 y 1981 fue subjefe de los programas de educación y entrenamiento naval.
En treinta años de carrera naval, llegaría a alcanzar el rango de Almirante.

## Asistente Militar de Reagan (1981-1983) y Consejero de Seguridad Nacional (1985-1986)
En 1981 fue asignado a la Casa Blanca como Asistente Militar del Presidente Ronald Reagan. En 1983 fue nombrado número dos del Consejero de Seguridad Nacional Robert McFarlane. Estuvo al frente del grupo especial del CSN de discusión y resolución de crisis internacionales, que tuvo un destacado papel durante el secuestro del transatlántico Achille Lauro, y de un avión de la TWA en Beirut. En diciembre de 1985 sucedió a McFarlane como Consejero de Seguridad Nacional, hasta que fue obligado a dimitir en noviembre de 1986, al estallar el escándalo Irán-Contra.
Primero como número dos del Consejo de Seguridad Nacional, y después como número uno, Poindexter fue el supervisor directo del Coronel Oliver North en la venta de armas a Irán para lorgar la liberación de los rehenes estadounidenses secuestrados por terroristas proiraníes en Líbano, y la diversión de los fondos obtenidos de esa venta, para financiar a las guerrillas contrarrevolucionarias de Nicaragua, en contra de la Enmienda Boland que limitaba la ayuda a la Contra.
En enero de 1986, John Poindexter preparó un memorándum del Consejo de Seguridad Nacional recomendando al Presidente el suministro de armas al régimen islámico de Teherán como única posibilidad de conseguir la liberación de los rehenes norteamericanos en Beirut. En el documento se condicionaba la operación a la liberación de rehenes, y se garantizaba que se detendría la entrega de armas si todos los rehenes no eran liberados después del primer suministro de 1,000 misiles anticarro. Todos los prisioneros no fueron puestos en libertad, pero la operación continuó.
El escándalo descubrió la existencia de todo un aparato operativo privado incrustado en el Consejo de Seguridad Nacional y la CIA, que utilizaba organismos privados para recolectar y manipular fondos destinados a acciones clandestinas en el extranjero, y subcontrataba los servicios de personajes como el traficante de armas Manucher Ghorbanifar o el millonario saudí Adnan Kashoggui. Y puso en evidencia la preferencia de la Administración Reagan por sustituir a profesionales clásicos de la diplomacia en su control de la política exterior, por un grupo de fieles encuadrados en el Consejo de Seguridad Nacional.
John Poindexter fue declarado culpable en 1990 de delito grave de conspiración, obstrucción a la justicia, perjurio, fraude al Gobierno, y alteración y destrucción de evidencias. Pero la condena sería revocada en 1991 por un tribunal federal de apelaciones porque disfrutaba de la inmunidad que le había conferido el testificar ante la comisión investigadora del Congreso.

## Últimos años
Entre 1988 y 1989, trabajó como científico y analista de defensa para la compañía Presearch, Inc. En 1990 fue cofundador de TP Systems, Inc., firma especializada en el desarrollo de programas informáticos. Y entre 1996 y 2002 fue vicepresidente de SYNTEK Technologies, compañía de alta tecnología con contratos con la industria militar.
Volvió al servicio público tras los atentados terroristas del 11 de septiembre de 2001. El Secretario de Defensa Donald Rumsfeld le nombró director de la Oficina de Proyectos de Investigación Avanzada del Pentágono. En esa responsabilidad tuvo la tarea de organizar el programa Total Information Awareness (Total Conocimiento de la Información), una base de datos de todos los ciudadanos, con información sobre tarjetas de crédito y transacciones a través de Internet. Y presentó el proyecto Policy Analysis Market, la creación de un mercado financiero donde los operadores especularan sobre futuros atentados, magnicidios, y guerras en Oriente Medio. Dimitió en agosto de 2003 entre críticas de grupos de derechos civiles.
- Datos: Q348163
- Multimedia: John Poindexter / Q348163